# Cal Verdaguer, Cal Carbonell i Ca l'Aliguer
Cal Verdaguer, Cal Carbonell i Ca l'Aliguer és un conjunt d'edificis de l'Alou, al municipi de Sant Agustí de Lluçanès (Osona), inclòs a l'Inventari del Patrimoni Arquitectònic de Catalunya.

## Descripció
Conjunt arquitectònic format per tres cases del veïnat de l'Alou que corresponen (de dalt a baix) als noms de Cal Verdaguer, Cal Carbonell i Ca l'Aliguer. Totes elles estan fetes amb murs de pedra irregular i el teulat a doble vessant lateral a les façanes que donen al carrer. Cal Verdaguer i Ca l'Aliguer tenen dos pisos, mentre que Cal Carbonell té, a més, un pis de golfes. Totes les obertures tenen llinda amb inscripcions.
Aquest conjunt és representatiu del tipus de construcció que es feia en veïnatges.

## Història
Les dates que figuren a les llindes són:
Cal Verdaguer: 1731-1761
Cal Carbonell: 1719-2746
Ca l'Aliguer: 1711 Joseph Casademunt